# پندرو
پِندرو (کردی: پێندرۆ, Pêndro) یک روستای کردی در کردستان عراق، واقع در استان اربیل، هم‌مرز با ترکیه است، و در حدود ۱۵–۱۸ کیلومتری شمال بارزان واقع شده‌ است. جمعیت این روستا بیش از ۲۵۴۰ نفر و در مرکز مزوری بالا یکی از هفت قبیله بارزان قرار دارد. روستای پِندرو در در‌ه‌ای واقع شده که توسط کوه‌های بلند و کم ارتفاع احاطه شده است. کوه بوتین در حدود چهار کیلومتری شمال شرقی پِندرو واقع شده، و همچنین ژرف‌دره سارداف حدود پانزده دقیقه پیاده از انتهای شمالی روستا فاصله دارد.